# Palazzo Bembo
Palazzo Bembo è un palazzo veneziano, situato nel sestiere di San Marco e affacciato sul Canal Grande, poco distante dal Ponte di Rialto e accanto a Palazzo Dolfin Manin.

## Storia
Costruito dalla famiglia patrizia dei Bembo nel XV secolo, fu rimaneggiato più volte nei secoli, specie internamente, ma esternamente mantiene ancora l'originario assetto, se si eccettuano le forme del sottotetto.
Oggi il palazzo è sede di un'attività alberghiera e di uno spazio espositivo di arte contemporanea.

## Architettura
La facciata di Ca' Bembo, esempio eccellente di unificazione tra più corpi di fabbrica attraverso l'uso di vari espedienti tra cui la presenza di un poggiolo continuo, sfoggia un chiaro aspetto gotico veneziano, con i suoi tre livelli di finestre ogivali: di queste assumono particolare importanza le coppie di pentafore del piano nobile e del piano superiore, dall'aspetto semplice. I livelli sono separati da cornici lapidee scolpite in bassorilievo.
All'interno è conservato uno scalone secentesco affacciato sulla corte interna che porta al piano nobile, dove sono presenti decorazioni risalenti allo stesso secolo, in stile barocco. Il portego, ossia il salone da ricevimento, si sviluppa in corrispondenza della polifora di destra.Oggi sede di mostre durante le Biennali dell'Arte e dell'Architettura, ed ha visto nel 2012 la presenza di altissimi architetti- artisti  come Piero Lissoni, Joel Hufmann, Frank Salama, Fausto Ferrara.